# میخل فان هاکه
میخل فان هاکه (انگلیسی: Michel Vanhaecke؛ زادهٔ ۲۴ سپتامبر ۱۹۷۱) دوچرخه‌سوار اهل بلژیک است.